# Anoteropsis arenivaga
Anoteropsis arenivaga är en spindelart som först beskrevs av Raymond Comte de Dalmas 1917.  Anoteropsis arenivaga ingår i släktet Anoteropsis och familjen vargspindlar. Inga underarter finns listade i Catalogue of Life.